# Elecciones generales de las Islas Feroe de 1920
Elecciones generales tuvieron lugar en las Islas Feroe el 10 de noviembre de 1920. Tanto el Partido Unionista como el Partido del Autogobierno obtuvieron 10 de los 20 escaños en el Løgting.

## Resultados
| Partido                   | Votos | %     | Escaños | +/– |
| ------------------------- | ----- | ----- | ------- | --- |
| Partido Unionista         | 3,478 | 58.41 | 10      | +1  |
| Partido del Autogobierno  | 2,476 | 41.59 | 10      | –1  |
| Total                     | 5,954 | 100   | 20      | 0   |
| Fuente: Election Passport |       |       |         |     |